# 아프리카의 조각

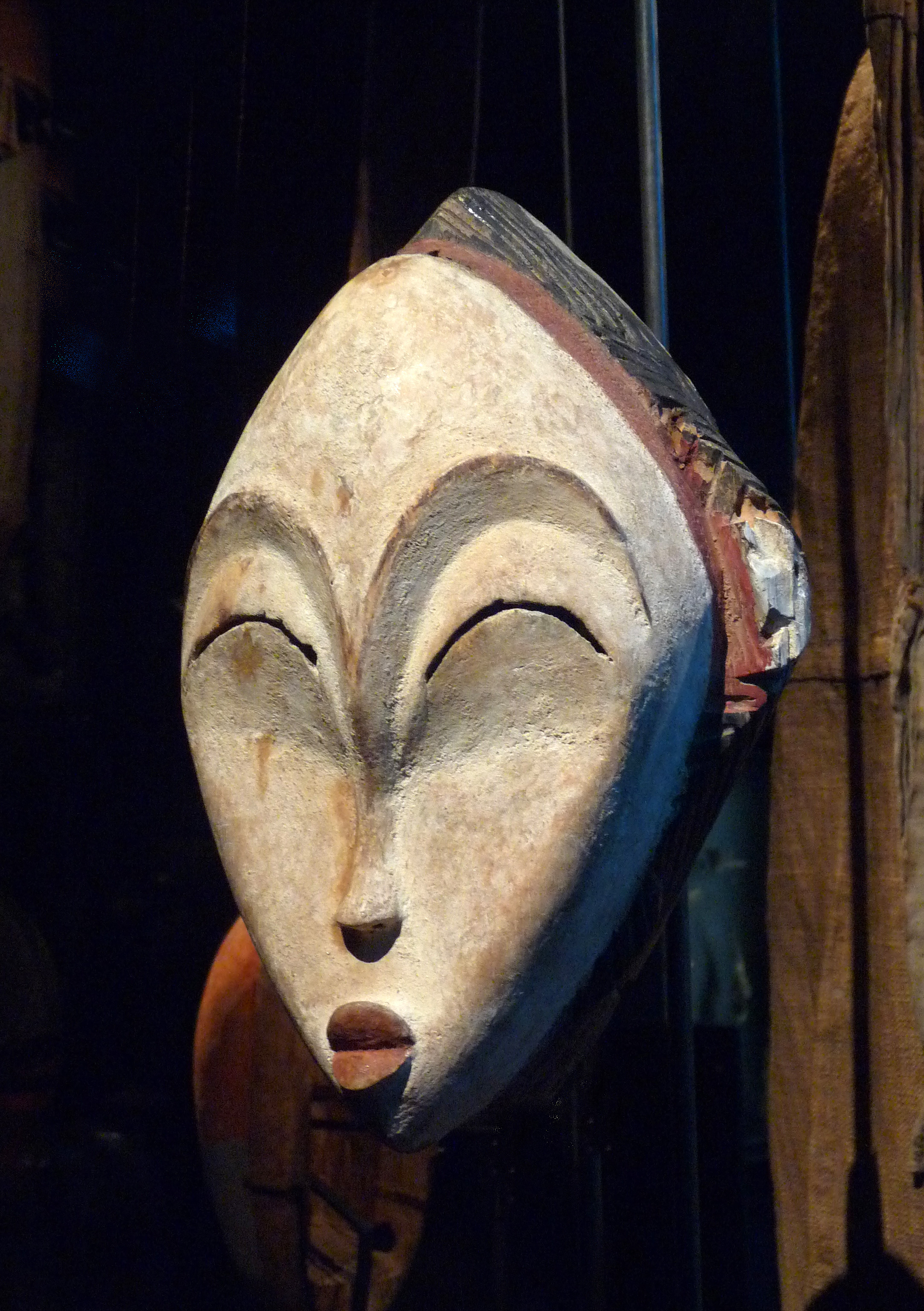
가봉의 가면

아프리카의 조각은 대부분 역사적으로 목재와 기타 유기 물질로 구성된다.

## 아프리카의 목각
니그로 아프리카에서 가장 성하게 목각을 제작한 것은 농경민이었다. 이것은 서아프리카의 기니만(灣) 연안에서 중앙아프리카까지 분포되어 있다. 동아프리카의 목축을 주로 하는 종족에는 목각이 비교적 적고 그다지 발달되어 있지도 않다. 칼라하리 사막에 사는 부시맨은 유동적인 선의 암화(岩畵)를 남겼으나 조각은 없다. 중앙아프리카의 숲속에 살던 피그미도 부시맨과 마찬가지로 채집수렵민이고 그들은 나무껍질로 제사용 가장(假裝)을 만들었으나 가면은 없다. 더욱이 이슬람의 침투가 잦았던 사회에는 우상숭배를 금하는 이슬람의 계율에 따라 사람의 본을 뜬 조형은 쇠퇴하고 기하학적 문양(紋樣)이 발달하였다. 아프리카를 '미술의 보고'라고는 하지만 그 보고는 아프리카 대륙 전역에 걸친 것이 아니고 서아프리카에서 중앙아프리카에 이르는 농경민사회에 한정되어 있다.

## 같이 보기
- 아프리카의 미술